# Motacilla capensis
Motacilla capensis е вид птица от семейство Стърчиопашкови (Motacillidae).

## Разпространение
Видът е разпространен в Ангола, Ботсвана, Бурунди, Замбия, Зимбабве, Демократична република Конго, Кения, Лесото, Мозамбик, Намибия, Руанда, Свазиленд, Танзания, Уганда и Южна Африка.